# Hiiro no kakera (serie animata)
Hiiro no kakera (緋色の欠片? traducibile con "Frammenti scarlatti") è una serie televisiva anime ispirata alla serie di visual novel Hiiro no kakera, ed iniziata in Giappone il 1º aprile 2012. L'anime è stato diviso in due serie: Hiiro no kakera e Hiiro no kakera: Dai ni shō, di 13 episodi ciascuna.

## Trama
La protagonista Tamaki Kasuga viene mandata a vivere nel villaggio natale della nonna, Kifu, per un certo periodo, poiché i suoi genitori si sono trasferiti all'estero per lavoro. Tamaki, in realtà, scopre che la ragione per cui è stata mandata lì è ben diversa, ignota anche ai genitori stessi: appena arrivata e senza uno straccio di spiegazione, la nonna annuncia a Tamaki che lei è la nuova reincarnazione della principessa Tamayori, un ruolo che viene tramandato da generazioni per la linea femminile della sua famiglia. Inizia così, per Tamaki, la scoperta del mondo sovrannaturale, popolato da dèi, maghi e demoni, e delle sue potenzialità, sempre accompagnata dai Cinque Guardiani, che la proteggeranno dalla minaccia dei misteriosi Logos e dal potere dell'Onikirimaru.

## Personaggi
Tamaki Kasuga (春日 珠紀?, Kasuga Tamaki)
Doppiata da: Marie Miyake (ed. giapponese)

### Cinque Guardiani
Takuma Onizaki (鬼崎 拓磨?, Onizaki Takuma)
Doppiato da: Tomokazu Sugita (ed. giapponese)
Mahiro Atori (鴉取 真弘?, Atori Mahiro)
Doppiato da: Kousuke Okano (ed. giapponese)
Yuuichi Komura (狐邑 祐一?, Komura Yūichi)
Doppiato da: Daisuke Namikawa (ed. giapponese)
Suguru Oomi (大蛇 卓?, Ōmi Suguru)
Doppiato da: Daisuke Hirakawa (ed. giapponese)
Shinji Inukai (犬戒 慎司?, Inukai Shinji)
Doppiato da: Hiroki Shimowada (ed. giapponese)

### Logos
Aria Rosenburg (アリア・ローゼンブルグ?, Aria Rōzenburugu)/Aria Monado (モナド・アリア?, Monado Aria)
Doppiata da: Tomomi Isomura (ed. giapponese)
Eins (アイン?, Ain)/Leif Helluland (レイフ・ヘルランド?, Reifu Heruran)
Doppiato da: Hiroki Yasumoto (ed. giapponese)
Zwei (ツヴァイ?, Tsuvai)/Hugo Stingrail (ユーゴ・スティグレール?, Yūgo Sutigureiru)
Doppiato da: Yoshihisa Kawahara (ed. giapponese)
Drei (ドライ?, Dorai)/Mark Melchizedek (マルク・メルキセデク?, Maruku Merukisedeku)
Doppiato da: Yōji Ueda (ed. giapponese)
Vier (フィーア?, Fiia)/ベルシエル・クレッシェンティ (Berushieru Kuresshenti?)
Doppiata da: Sayaka Ōhara (ed. giapponese)

### Altri
Ryou Kutani (狗谷遼?, Kutani Ryō)
Doppiato da: Kazunori Nomiya (ed. giapponese)
Mitsuru Kotokura (言蔵 美鶴?, Kotokura Mitsuru)
Doppiata da: Chihiro Aikawa (ed. giapponese)
Ashiya Masataka (芦屋 正隆?, Masataka Ashiya)
Doppiato da: Yoshikazu Nagano (ed. giapponese)
Takara Kiyono (多家良 清乃?, Kiyono Takara)
Doppiata da: Suzuko Mimori (ed. giapponese)
O-chan (おーちゃん?)/Osaki Kitsune (オサキ・キツネ?)
Doppiata da: Yamaguchi Tachibanako (ed. giapponese)
Baba (ババ?)/Ugaya Shizuki (宇賀谷 静紀?)
Doppiata da: Tamie Kubota (ed. giapponese)

## Episodi
La serie è stata diretta da Bob Shirohata e prodotta dallo Studio Deen.

### Hiiro no kakera
La prima stagione di Hiiro no kakera, composta da 13 episodi, è andata in onda in Giappone tra il 1º aprile e il 24 giugno 2012. La sigla d'apertura e quella di chiusura sono state realizzate come singoli dalla Lantis nel 2012, e sono rispettivamente Nee (ねぇ?) di Maiko Fujita e Kono te de idaki tomeru kara (この手で抱きとめるから?) di Shuhei Kita.
| Nº | Titolo italiano Giapponese 「Kanji」 - Rōmaji                                       | In onda        | In onda |
| Nº | Titolo italiano Giapponese 「Kanji」 - Rōmaji                                       | Giapponese     |         |
| 1  | La principessa Tamayori 「玉衣の姫」 - Tamayori no hime                             | 1º aprile 2012 |         |
| 2  | Primo passo deciso 「決意の一歩」 - Ketsui no ippo                                  | 8 aprile 2012  |         |
| 3  | I cinque guardiani 「五人の守護者」 - Go-ri no gādian                               | 15 aprile 2012 |         |
| 4  | L'arrivo di Monado Aria 「聖女の降臨」 - Seijo no kōrin                             | 22 aprile 2012 |         |
| 5  | I due doveri 「相克の使命」 - Futatsu no shimei                                     | 29 aprile 2012 |         |
| 6  | Il corso della battaglia 「対決の行方」 - Taiketsu no yukue                         | 6 maggio 2012  |         |
| 7  | La rottura dei legami 「絆の綻び」 - Kizuna no hokorobi                             | 13 maggio 2012 |         |
| 8  | La profezia del dipartimento di medicina 「典薬寮の思惑」 - Ten'yaku ryō no omowaku | 20 maggio 2012 |         |
| 9  | Il boato della terra 「大地の鳴動」 - Daichi no meidō                               | 27 maggio 2012 |         |
| 10 | I sentimenti del guardiano 「守護の想い」 - Shugo no omoi                           | 3 giugno 2012  |         |
| 11 | La tradizione del demone 「鬼の伝承」 - Oni no denshō                               | 10 giugno 2012 |         |
| 12 | Il tempo della battaglia 「決戦の刻」 - Kessen no toki                              | 17 giugno 2012 |         |
| 13 | Il potere dell'Onikirimaru 「鬼斬丸の力」 - Onikirimaru no chikara                  | 24 giugno 2012 |         |

### Hiiro no kakera: Dai ni shō
La seconda stagione, chiamata Hiiro no kakera: Dai ni shō, è stata mandata in onda tra il 1º ottobre e il 23 dicembre 2012. La sigla d'apertura è Takanaru (高鳴る?) di Maiko Fujita, mentre quella di chiusura è Kimi dake o (君だけを?) di Shuhei Kita; in aggiunta, alla fine del 13º episodio, la sigla di chiusura è Takaramono (宝物?), sempre di Maiko Fujita.
| N° stagione | N° serie | Titolo italiano Giapponese 「Kanji」 - Rōmaji                                | In onda          | In onda |
| N° stagione | N° serie | Titolo italiano Giapponese 「Kanji」 - Rōmaji                                | Giapponese       |         |
| 1           | 14       | Il destino di Tamayori 「玉依の運命」 - Tamayori no sadame                   | 1 ottobre 2012   |         |
| 2           | 15       | Nubi infauste 「暗雲の予兆」 - Anun no Yochō                                 | 7 ottobre 2012   |         |
| 3           | 16       | Il giuramento del traditore 「裏切りの契」 - Uragiri no chigiri              | 14 ottobre 2012  |         |
| 4           | 17       | La distruzione delle Cinque Casate Guardiane 「五家の崩壊」 - Go Ie no hōkai | 21 ottobre 2012  |         |
| 5           | 18       | La verità dietro le lacrime 「涙の真実」 - Sōsei no shinjitsu                | 28 ottobre 2012  |         |
| 6           | 19       | Cuore ingannevole 「偽りの心」 - Itsuwari no kokoro                          | 4 novembre 2012  |         |
| 07          | 20       | Ricordo di un sogno 「夢の記憶」 - Yume no kioku                             | 11 novembre 2012 |         |
| 08          | 21       | La loro decisione 「二人の決心」 - Futari no kesshin                         | 18 novembre 2012 |         |
| 09          | 22       | La promessa eterna 「悠久の約束」 - Yūkyū no yakusoku                        | 25 novembre 2012 |         |
| 10          | 23       | Il potere degli dèi 「カミの力」 - Kami no chikara                           | 2 dicembre 2012  |         |
| 11          | 24       | Frammenti scarlatti 「緋色の欠片」 - Hiiro no kakera                         | 9 dicembre 2012  |         |
| 12          | 25       | Il risveglio dei Guardiani 「守護者の覚醒」 - Shugosha no kakusei            | 16 dicembre 2012 |         |
| 13          | 26       | Il giuramento eterno 「永遠の誓い」 - Towa no chikai                         | 23 dicembre 2012 |         |